# St. Paul (Nebraska)
St. Paul település az Amerikai Egyesült Államok Nebraska államában, Howard megyében, melynek megyeszékhelye is. Lakosainak száma 2416 fő (2020. április 1.).

## Népesség
A település népességének változása:

| 2010 | 2 290 |
| 2020 | 2 416 |